# Gladič
Gladič je priimek v Sloveniji, ki ga je po podatkih Statističnega urada Republike Slovenije na dan 1. januarja 2010 uporabljalo 79 oseb in je med vsemi priimki po pogostosti uporabe uvrščen na 5.317. mesto.
Pogostost priimka Gladič je bila po podatkih Statističnega urada Republike Slovenije na dan 1. januarja 2010 manjša kot 5 oseb. 

## Znani nosilci priimka
- Janez Frančišek Gladič (Ivan Franjo Gladić/Gladich) (1606—1680~), slikar z Reke
- Janez Jernej Gladič (~1620—po 1688?), duhovnik, zgodovinar, generalni vikar škofa J. L. Schönlebna
- Jurij (Andrej) Gladič (1659—1725), duhovnik, ljubljanski stolni dekan, humanist, ustanovni član Academie operosorum Labacensis (napisal verzificirano zgodovino Kranjske)
- Zaharija Gladič (~1673—1742), duhovnik, jezuit, humanist, šolnik, rektor jezuitskega kolegija v Ljubljani